# Osmia aliciae
Osmia aliciae là một loài Hymenoptera trong họ Megachilidae. Loài này được Ayala & Griswold mô tả khoa học năm 2005.